# Timely Comics
Timely Publications est une maison d'édition créée en 1939 par Martin Goodman pour éditer des comics. Il renomme la société Timely Comics en 1941. L'activité de la société est transmise à Atlas Comics en 1951 puis à ce qui devient au début des années 1960 Marvel Comics.

## Histoire
Martin Goodman, éditeur de Pulps depuis 1933, fonde Timely Publications en 1939 dans les locaux de sa société afin de profiter du succès de Superman. Il en est le directeur éditorial et le gestionnaire, Abraham Goodman en étant officiellement l'éditeur. L'entreprise est alors basée au McGraw-Hill Building au 330 West 42nd Street à New York. La première publication est Marvel Comics #1 (Octobre 1939) renommée dès le second numéro Marvel Mystery Comics.
Au printemps 1941, Goodman crée une société nommée Timely Comics, Inc. qui publie ses premiers comics en date d'avril 1941. En 1942, la société déménage dans l'Empire State Building et ce jusqu'en 1951, année de sa cessation d'activité au profit d'Atlas Comics.
La production de Timely Comics ne se contente pas que des super héros regroupés sous le thème Aventure et produit des comics avec des animaux, de l'humour et des scènes du quotidien comme les Terrytoons ou Mighty Mouse. Une partie de la production est sous la responsabilité de Vincent Fago, ancien des Fleischer Studios.
À partir de novembre 1951, Martin Goodman stoppe l'utilisation du nom Timely Comics au profit d'Atlas Comics, utilisant le logo de sa société de distribution en kiosque l'Atlas News Company,.

## Productions de Timely
| Personnage                                               | Première publication                                                                                            | Republication                                               | Créateurs |
| -------------------------------------------------------- | --- | ----------------------------------------------------------- | --- |
| American Ace                                             | Motion Picture Funnies Weekly #1                                                                                | All-Winners Squad: Band of Heroes #4 (Nov. 2011)            | |
| Angel                                                    | Marvel Comics #1 (Nov. 1939)                                                                                    | The Avengers #97 (March 1972); U.S. Agent #3 (Aug. 1993)    | Paul Gustavson (artist), |
| Archie the Gruesome                                      | Comedy Comics #10 (Jun. 1942)                                                                                   | All-Winners Squad: Band of Heroes #1 (Aug. 2011)            | |
| Black Marvel                                             | Mystic Comics #5 (March 1941)                                                                                   | Slingers #1 (Dec. 1998)                                     | Al Gabriele (penciller-inker), writer unknown but not Stan Lee as often mis-credited                                                                                    |
| Black Widow                                              | Mystic Comics #4 (Aug. 1940)                                                                                    | Marvels #1 (Jan. 1994)                                      | George Kapitan (writer), Harry Sahle (penciller-inker) |
| Blazing Skull                                            | Mystic Comics #5 (March 1941)                                                                                   | The Avengers #97 (March 1972); Invaders #2 (1993)           | Bob Davis (writer-artist) |
| Blonde Phantom                                           | All Select Comics #11 (Fall 1946)                                                                               | The Sensational She-Hulk #4 (July 1989)                     | Stan Lee (writer), Syd Shores (penciller), Charles Nicholas (inker) |
| Blue Blade                                               | U.S.A. Comics #5 (Summer 1942)                                                                                  | The Twelve #1 (March 2008)                                  | Syd Shores (penciller), Charles Nicholas (inker) |
| Blue Blaze                                               | Mystic Comics #1 (March 1940)                                                                                   |                                                             | Harry Douglas (writer-penciler-inker), signed "Harry / Douglas", leading to numerous theories of two creators or other pseudonym situations which have proven incorrect |
| Bucky                                                    | Captain America Comics #1 (March 1941)                                                                          | As Winter Soldier: Captain America vol. 5, #1 (Jan. 2005)   | Joe Simon (writer), Jack Kirby (penciller), Joe Simon and Al Liederman (inkers)                                                                                         |
| Blue Diamond                                             | Daring Mystery Comics #7 (April 1941)                                                                           | Marvel Premiere #29 (April 1976)                            | Ben Thompson (penciller-inker) |
| Captain America                                          | Captain America Comics #1 (March 1941)                                                                          | The Avengers #4 (March 1964)                                | Joe Simon (writer), Jack Kirby (penciller), Joe Simon and Al Liederman (inkers)                                                                                         |
| Captain Terror                                           | U.S.A. Comics #2 (Nov. 1941)                                                                                    | Captain America #442 (Aug. 1995)                            | Mike Suchorsky (penciller-inker) |
| Captain Wonder                                           | Kid Komics #1 (Feb. 1943)                                                                                       | The Twelve #1 (March 2008)                                  | Otto Binder (writer), Frank Giacoia (penciller-inker) |
| Challenger                                               | Daring Mystery Comics #7 (April 1941)                                                                           | Marvel Knights Spider-Man #9 (Feb. 2005)                    | Charles Nicholas (penciller, possible inker) |
| Citizen V                                                | Daring Mystery Comics #8 (Jan. 1942)                                                                            | Thunderbolts −1 (July 1997)                                 | Ben Thompson (penciler-inker) |
| Comet Pierce                                             | Red Raven Comics #1 (Aug. 1940)                                                                                 |                                                             | Jack Kirby (writer-artist) |
| Davey Drew (Davey and the Demon)                         | Mystic Comics #7 (1941)                                                                                         | All-Winners Squad: Band of Heroes #3 (Oct. 2011)            | Howard James |
| Defender                                                 | U.S.A. Comics #1 (1941)                                                                                         | Daredevil #66 (Dec. 2004)                                   | |
| Destroyer                                                | Mystic Comics #6 (Oct. 1941)                                                                                    | Invaders #26 (March 1978)                                   | Stan Lee (writer), Jack Binder (penciler-inker) |
| Dynamic Man                                              | Mystic Comics #1 (1940)                                                                                         | The Twelve #1 (March 2008)                                  | Daniel Peters |
| Electro                                                  | Marvel Mystery #4 (Feb. 1940)                                                                                   | The Twelve #1 (March 2008)                                  | Steve Dahlman (writer-artist) |
| Falcon                                                   | Human Torch Comics #2 (Fall 1940)                                                                               | Marvel Knights Spider-Man #9 (Feb. 2005)                    | |
| Father Time                                              | Captain America Comics #6 (Sep. 1941)                                                                           | All-Winners Squad: Band of Heroes #2 (Sep. 2011)            | |
| Ferret                                                   | Marvel Mystery Comics #4 (Feb. 1940)                                                                            | The Marvels Project #3 (Dec. 2009)                          | |
| Fiery Mask                                               | Daring Mystery Comics #1 (Jan. 1940)                                                                            | The Twelve #1 (March 2008)                                  | Joe Simon (writer-penciller-inker) |
| Fighting Yank                                            | Captain America Comics #17 (Aug. 1942)                                                                          | All-Winners Squad: Band of Heroes #2 (Sep. 2011)            | |
| Fin                                                      | Daring Mystery Comics #7 (April 1941)                                                                           | The Avengers #97 (March 1972); Invaders #5 (March 1976)     | Bill Everett (writer-penciller-inker) |
| Flash Foster                                             | Daring Mystery Comics #1 (Jan. 1940)                                                                            | All-Winners Squad: Band of Heroes #1 (Aug. 2011)            | |
| Flexo the Rubber Man (Rubber robot, not stretching hero) | Mystic Comics #1 (April 1940)                                                                                   |                                                             | Jack Binder (penciller-inker) |
| Human Torch                                              | Marvel Comics #1 (Nov. 1939)                                                                                    | Fantastic Four Annual #4 (Nov. 1966)                        | Carl Burgos (writer-penciller-inker) |
| Hurricane                                                | Captain America Comics #1 (March 1941)                                                                          | Marvel Universe #7 (Dec. 1998)                              | Jack Kirby (penciller), Joe Simon (inker) |
| Invisible Man                                            | Mystic Comics #2 (Apr. 1940)                                                                                    | All-Winners Squad: Band of Heroes #1 (Aug. 2011)            | |
| Jack Frost                                               | U.S.A. Comics #1 (Aug. 1941)                                                                                    | Marvel Premiere #29 (April 1976)                            | Stan Lee (writer), Charles Nicholas (artist) |
| Jap Buster Johnson                                       | U.S.A Comics #6 (Dec. 1942)                                                                                     | All-Winners Squad: Band of Heroes #2 (Sept. 2011)           | |
| Jimmy Jupiter                                            | Marvel Mystery Comics #28 (Feb. 1942)                                                                           | Captain America #1 (Sept. 2011)                             | |
| John Steele                                              | Daring Mystery Comics #1                                                                                        | The Marvels Project #1 (Oct. 2009)                          | Dean Carr |
| Laughing Mask                                            | Daring Mystery Comics #2                                                                                        | The Twelve #1 (March 2008)                                  | |
| Major Liberty                                            | U.S.A. Comics #1 (Aug. 1941)                                                                                    |                                                             | |
| Marvel Boy (first)                                       | Daring Mystery Comics #6 (Sept. 1940)                                                                           |                                                             | Jack Kirby (penciller), Joe Simon and Al Avison (inkers) |
| Marvel Boy (second)                                      | U.S.A. Comics #7 (Feb. 1943)                                                                                    |                                                             | Bob Oksner (writer-penciller-inker) |
| Marvex the Super-Robot                                   | Daring Mystery Comics #3 (April 1940)                                                                           | All Select Comics 70th Anniversary Special #1 (Sept. 2009)  | |
| Master Mind Excello                                      | Mystic Comics #2                                                                                                | The Twelve #1 (March 2008)                                  | |
| Mercury                                                  | Red Raven Comics #1 (Aug. 1940)                                                                                 | Marvel Universe #7 (Dec. 1998)                              | |
| Merzah the Mystic                                        | Mystic Comics #4 (Aug. 1940)                                                                                    | All-Winners Squad: Band of Heroes #1 (Aug. 2011)            | |
| Millie the Model                                         | Millie the Model #1 (fin 1945)                                                                                  | The Defenders (vol.1) #65                                   | Ruth Atkinson |
| Miss America                                             | Marvel Mystery Comics #49 (Nov. 1943)                                                                           | Giant-Size Avengers #1 (Aug. 1974)                          | Otto Binder (writer), Al Gabriele (penciller) |
| Miss Patriot                                             | Marvel Mystery Comics #29 (Mar. 1942) (as Mary Morgan); Marvel Mystery Comics #50 (Dec. 1943) (as Miss Patriot) | Captain America: Patriot #1 (Nov. 2010)                     | |
| Mister E                                                 | Daring Mystery Comics #2                                                                                        | The Twelve #1 (March 2008)                                  | |
| Monako the Magician                                      | Daring Mystery Comics #1                                                                                        | The Marvels Project #1 (Oct. 2009)                          | |
| Moon Man                                                 | Mystic Comics #5                                                                                                | All-Winners Squad: Band of Heroes #2 (Sep. 2011)            | |
| Namora                                                   | Marvel Mystery Comics #82 (May 1947)                                                                            | Sub-Mariner #33 (January 1971)                              | |
| Patriot                                                  | Human Torch Comics #4 (Spring 1941)                                                                             | The Avengers #97 (March 1972); The Invaders #5 (March 1976) | |
| Patsy Walker                                             | Miss America #2 (nov. 1944)                                                                                     | Amazing Adventures (vol.2) #13                              | Ruth Atkinson |
| Phantom Bullet                                           | Daring Comics #2 (Feb. 1940)                                                                                    | The Marvels Project #2 (Nov. 2009)                          | |
| Phantom Reporter                                         | Daring Mystery Comics #3                                                                                        | The Twelve #1 (March 2008)                                  | |
| Red Raven                                                | Red Raven Comics #1 (Aug. 1940)                                                                                 | X-Men #44 (May 1968)                                        | Joe Simon (writer), Louis Cazeneuve (penciller) |
| Rockman                                                  | U.S.A. Comics #1 (Aug. 1941)                                                                                    | The Twelve #1 (March 2008)                                  | |
| Silver Scorpion                                          | Daring Mystery Comics #7 (Jan. 1941)                                                                            | Invaders #2 (June 1993)                                     | Henry Sahle |
| Slow-Motion Jones                                        | U.S.A. Comics #6 (Dec. 1942)                                                                                    | All-Winners Squad: Band of Heroes #1 (Aug. 2011)            | |
| Sub-Mariner                                              | Marvel Comics #1 (Nov. 1939)                                                                                    | Fantastic Four #4 (May 1962)                                | Bill Everett (writer-penciller-inker) |
| Sun Girl                                                 | Sun Girl #1 (Aug. 1948)                                                                                         |                                                             | |
| Taxi Taylor                                              | Mystic Comics #2 (Apr. 1940)                                                                                    | All-Winners Squad: Band of Heroes #1 (Aug. 2011)            | |
| Terror                                                   | Mystic Comics #5 (March 1941)                                                                                   | Sensational She-Hulk #15 (May 1990)                         | Phil Sturm (writer); Syd Shores (penciler). George Klein may have added background pencils, but that would not be a creator role.                                       |
| Thin Man                                                 | Mystic Comics #4 (July 1940)                                                                                    | Marvel Premiere #29 (April 1976)                            | Klaus Nordling (penciller-inker) |
| Thunderer                                                | Daring Mystery Comics #7 (April 1941)                                                                           | Marvel Premiere #29 (April 1976)                            | |
| Toro                                                     | Human Torch Comics #2 (1940)                                                                                    | Sub-Mariner #14 (1969)                                      | Carl Burgos |
| Vagabond                                                 | U.S.A. Comics #2 (Nov. 1941)                                                                                    | All-Winners Squad: Band of Heroes #3 (Oct. 2011)            | |
| Vision                                                   | Marvel Mystery Comics #13 (Nov. 1940)                                                                           | The Avengers #97 (March 1972)                               | Jack Kirby & Joe Simon (writers); Jack Kirby (penciller-inker) |
| Whizzer                                                  | U.S.A. Comics #1 (Aug. 1941)                                                                                    | Giant-Size Avengers #1 (Aug. 1974)                          | Stan Lee? (writer) Al Avison (penciller), Al Gabriele (inker) |
| The Witness                                              | Mystic Comics #6 (Dec. 1941)                                                                                    | The Twelve #1 (March 2008)                                  | Stan Lee (writer) |
| Young Allies                                             | Young Allies Comics #1 (July 1941)                                                                              | Young Allies Comics 70th Anniversary Special (2009)         | Jack Kirby (penciller), Syd Shores (inker) |
| Young Avenger                                            | U.S.A. Comics #1 (Aug. 1941)                                                                                    | All-Winners Squad: Band of Heroes #1 (Aug. 2011)            | |
| Victory Boys                                             | U.S.A. Comics #5 (Summer 1942)                                                                                  | All-Winners Squad: Band of Heroes #1 (Aug. 2011)            | |